# 石和共立病院
石和共立病院（いさわきょうりつびょういん）は、公益社団法人山梨勤労者医療協会が山梨県笛吹市石和町に設置する病院。

## 概要
1971年開設。救急告示病院に指定されている。一般病床99床を有する（うち回復期50床、地域包括ケア16床）。また、透析用病床も22床有している。全日本民主医療機関連合会（民医連）に加盟している。

## 診療科
- 内科[5]
- 呼吸器科[5]
- 消化器科[5]
- 循環器科[5]
- 小児科[5]
- 精神科[5]
- 神経内科[5]
- 外科[5]
- 整形外科[5]
- リハビリテーション科[5]
- 放射線科[5]

## 医療機関の認定
（この節の出典）
| 保険医療機関                     | 労災保険指定医療機関                   | 指定自立支援医療機関（更生医療）               |
| 指定自立支援医療機関（育成医療） | 指定自立支援医療機関（精神通院医療）   | 身体障害者福祉法指定医の配置されている医療機関 |
| 生活保護法指定医療機関           | 結核指定医療機関                       | 戦傷病者特別援護法指定医療機関                 |
| 原子爆弾被害者医療指定医療機関   | 原子爆弾被害者一般疾病医療取扱医療機関 | 在宅療養支援病院                               |
| 無料低額診療事業実施医療機関     |                                        |                                                |

このほか、各種法令による指定・認定病院であるとともに、各学会の認定施設でもある。

## 差額ベッド代について
病院の理念により、差額ベッド料（個室料）を徴収していない。

## 交通アクセス
- JR中央本線「石和温泉駅」下車、タクシーで約10分[7]。
- JR中央本線「石和温泉駅」駅前の「足湯」前より無料送迎バスを運行している[6]。

## 周辺
- 関東運輸局山梨運輸支局
- 平等川（川沿いに当院が立地している）